# 파르네소이드 X 수용체
파르네소이드 X 수용체(영어: farnesoid X receptor, FXR) 또는 NR1H4(핵 수용체 서브 패밀리 1, 그룹 H, 구성원 4-nuclear receptor subfamily 1, group H, member 4)로도 알려진 담즙산 수용체(BAR,bile acid receptor)는 인간의 NR1H4 유전자에 의해 암호화된 핵 수용체(nuclear receptor)이다.

## 같이 보기
- TGR5